# Joseph Henry Blake
Joseph Henry Blake (Farnborough, 3 febbraio 1859 – Kingston upon Thames, 11 dicembre 1951) è stato uno scacchista britannico.
Vinse molti tornei in Inghilterra tra la fine dell'Ottocento e l'inizio del Novecento: Stamford 1887, Oxford 1891, Brighton 1892, Cambridge 1893, Salisbury 1898 e Folkestone 1901. Fu secondo a Bristol 1901, dietro a Henry Ernest Atkins.
Nel 1895 fu secondo in un torneo per corrispondenza organizzato dalla rivista Le Monde Illustré. Nel campionato britannico del 1909 a Scarborough si classificò =1° con Atkins, ma perse il play-off. Vinse il campionato britannico per corrispondenza nel 1922.
Si classificò 7°-8° nel torneo di Hastings 1922/23, vinto da Akiba Rubinstein. Partecipò ai match telegrafici contro gli Stati Uniti del 1902, 1909 e 1910.
Il suo più grande successo fu la vittoria, davanti a Géza Maróczy, George Alan Thomas, Frederick Yates e Boris Kostić, a Weston-super-Mare nel 1922.
Morì nel 1951 a Kingston upon Thames all'età di 92 anni.

## Alcune partite notevoli
- J.H. Blake – J.H. Blackburn, campionato britannico 1907: Difesa siciliana (1-0)
- J.R. Capablanca – J.H. Blake, Londra 1911 (simul 28-b): Partita spagnola (0-1)
- G.A. Thomas – J.H. Blake, Weston-super-Mare 1922: Partita spagnola (0-1)
- F. Yates – J.H. Blake, Weston-super-Mare 1922: Partita viennese (1-0)
- G. Maroczy – J.H. Blake, Weston-super-Mare 1922: Partita spagnola (1/2)
- J.H. Blake – W. Fairhurst, campionato britannico 1924: Partita viennese (1-0)